# Çağlar Birinci
Çağlar Birinci (ur. 2 października 1985 w Trabzonie) – turecki piłkarz występujący na pozycji obrońcy.

## Kariera klubowa
Birinci karierę rozpoczynał jako junior w 1995 roku w Trabzonsporze. Latem 2004 roku został stamtąd wypożyczony do Ordusporu z TFF 2. Lig. W styczniu 2005 roku trafił do czwartoligowego Bakırköysporu. W 2006 roku został graczem Denizlisporu z Süper Lig. W tym samym roku był stamtąd wypożyczony do İstanbulsporu oraz Denizli Belediyespor. W 2007 roku Birinci powrócił do Denizlisporu. W Süper Lig zadebiutował 30 września 2007 roku w wygranym 2:0 meczu z Kayserisporem. 3 maja 2009 roku w wygranym 3:2 spotkaniu z Eskişehirem strzelił pierwszego gola w trakcie gry w Süper Lig.
W 2010 roku Birinci podpisał kontrakt z Galatasaray SK. W sezonach 2011/2012 oraz 2012/2013 zdobył z nim mistrzostwo Turcji. Zawodnikiem Galatasaray był do 2013 roku. Następnie występował w także pierwszoligowych Elazığsporze i Akhisarze Belediyespor oraz w drugoligowych drużynach Kayserispor oraz Karşıyaka SK.

## Kariera reprezentacyjna
W reprezentacji Turcji Birinci zadebiutował 10 września 2008 roku w zremisowanym 1:1 meczu eliminacji Mistrzostw Świata 2010 z Belgią. W latach 2008–2011 w drużynie narodowej rozegrał 4 spotkania.